# منتخب هونغ كونغ لاتحاد الرغبي
منتخب هونغ كونغ الوطني لاتحاد الرغبي (بالصينية: 香港欖球代表隊) هو ممثل هونغ كونغ الرسمي في المنافسات الدولية في اتحاد الرغبي . تأسس في 9 مارس 1969.

## وصلات خارجية
- الموقع الرسمي